# Stylidium humphreysii
Stylidium humphreysii este o specie de plante dicotiledonate din genul Stylidium, familia Stylidiaceae, ordinul Asterales, descrisă de Carlq.. Conform Catalogue of Life specia Stylidium humphreysii nu are subspecii cunoscute.